# Agrianome fairmairei
Agrianome fairmairei là một loài bọ cánh cứng trong họ Cerambycidae.